# Драго Перовић
Драго Перовић (Горица код Требиња, 20. септембар 1888 — Загреб, 6. јануар 1968) био је љекар и анатом, као и један од оснивача Медицинског факултета Свеучилишта у Загребу.
Након завршетка школовања у Бечу радио је краће вријеме као асистент професора Хохштета. Sub auspiciis Imperatoris је постао 1913. године и том приликом је добио царски орден.
У новембру 1917. године је прихватио вођење анатомске катедре на Свеучилишту у Загребу чиме је постао и њен оснивач. У аули Свеучилишта 12. јануара 1918. године је одржао уводно предавање „О смјеру наставног и знанственог рада у анатомији” што означава почетак Медицинског факултета. Предавању су присуствовали представници државне администрације, професори универзитета, чланови љекарског удружења и студенти. Перовић је паралелно основао и Анатомски институ са музејском поставком укључујући остеолошку збирку растављених лобања.
Проф. Драго Перовић се на научном плану бавио функционалном анатомијом лавиринта, носа и параназалних синуса откривши непознате анатомске детаље и важне законитости у развоју тих формација. За вријеме дјеловања у и вођења кроз Завод је прошло више од 15.000 студената.
Од 1925. до 1926. године био је ректор Свеучилишта у Загребу, био је редовни члан Југословенске академије знаности и умјетности, а учествовао је у писању и уређивању Хрватске енциклопедије као главни уредник из подручја медицине.
Био је дописни члан Српске академија наука и уметности од 14. јула 1955. године на одјељењу за медицинске науке.